# Karpacki Okręg Przemysłowy

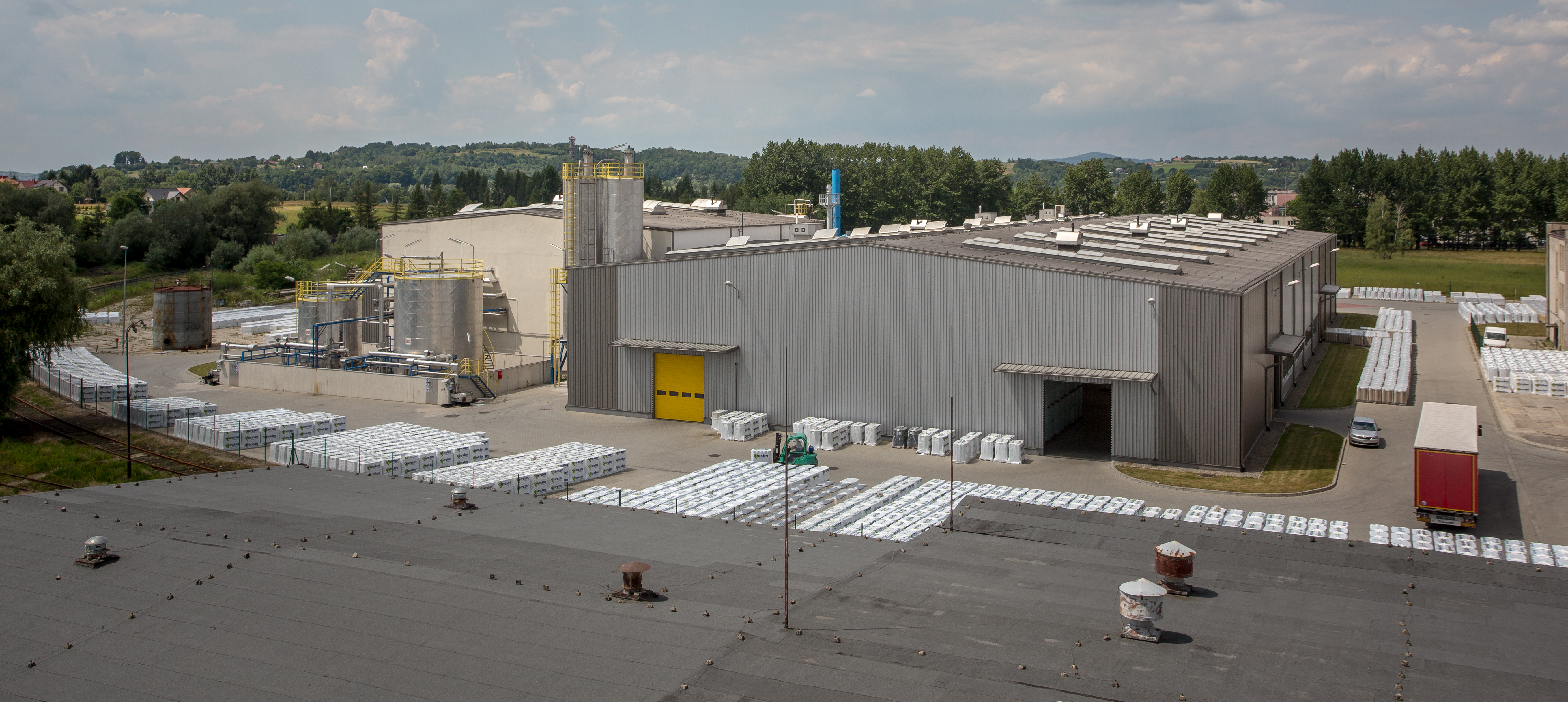
Fabryka materiałów hydroizolacyjnych Izohan w Jaśle

Karpacki Okręg Przemysłowy – grupa zakładów przemysłowych na terenach Beskidów Wschodnich. Głównymi ośrodkami tego okręgu są miasta Krosno, Jasło, Sanok i Nowy Sącz.

## Przemysł
- górnictwo
- przetwórstwo ropy naftowej i gazu ziemnego
- przemysł elektromaszynowy, środków transportu, mineralny, chemiczny

## Największe zakłady przemysłowe
- Fabryka Autobusów Autosan w Sanoku
- Fabryka Amortyzatorów w Krośnie
- Krośnieńskie Huty Szkła
- Zakłady Przemysłu Gumowego Sanok Rubber Company w Sanoku
- Newag S.A. w Nowym Sączu

Istnieją też kamieniołomy, w których wydobywa się piaskowce, m.in. w okolicach Nowego Sącza, Jasła i Krosna.